# 在中華民国ホンジュラス大使館
在中華民国ホンジュラス大使館（ざいちゅうかみんこくホンジュラスたいしかん、スペイン語: Embajada de Honduras en la República de China、繁体字中国語: 宏都拉斯駐中華民國大使館、英語: Embassy of Honduras in the Republic of China）は、ホンジュラスが中華民国（台湾）の首都台北市に設置していた大使館である。

## 沿革
1941年4月9日に両国間の外交関係が樹立され、駐日公使・大使による兼轄などを経て、1985年6月に大使館が開設された。
2023年3月14日、シオマラ・カストロ大統領が中華人民共和国と公式な関係の樹立を取り計らうようエドゥアルド・エンリケ・レイナ外務大臣に指示したことをツイッターで発表した。これを受けて翌15日、中華民国外交部（台湾外務省）は、ホンジュラス政府に対して「中国のわなにはまってはならない」と警告した上で中華民国（台湾）との外交関係を引き続き維持するよう求めた。
2023年3月23日、ホンジュラスが中華人民共和国との国交樹立を目指してレイナ外務大臣を訪中させることに対する抗議として、中華民国外交部は張俊菲大使を召還すると発表。その2日後の3月25日、ホンジュラスが中華民国（台湾）と断交して中華人民共和国と国交を樹立したため大使館は閉鎖された。

## 住所
台北市士林区天母西路62巷9號9樓

## 大使
2022年8月16日、ハロルド・エフライン・ブルゴス・カストロ（スペイン語: Harold Efrain Burgos Castro、繁体字中国語: 布羅德）が蔡英文総統に信任状を捧呈して、特命全権大使に就任した。2023年3月25日に両国が断交したため、彼が最後の大使となった。